# Okonin (powiat golubsko-dobrzyński)
Okonin – osada w Polsce położona w województwie kujawsko-pomorskim, w powiecie golubsko-dobrzyńskim, w gminie Ciechocin.
W latach 1975–1998 miejscowość należała administracyjnie do województwa toruńskiego.